# 巴爾卡尼鄉
46°38′N 26°33′E / 46.633°N 26.550°E
巴爾卡尼鄉（羅馬尼亞語：Comuna Balcani, Bacău），是羅馬尼亞的鄉份，位於該國東北部，由巴克烏縣負責管轄，面積113平方公里，海拔高度430米，2007年人口8,161，人口密度每平方公里72人。